# دي3 بوبليشر
دي3 بوبليشر (بالإنجليزية: D3 Publisher)، هي شركة يابانية لإنتاج وتطوير ألعاب فيديو، تأسست الشركة سنة 1992، ومقرها بلدة جينبوتشو اليابانية.